# Totem (rivista)
Totem è stata una rivista di fumetti e satira che presentava per lo più storie a fumetti brevi e complete, pubblicata dal 1980 al 1998 in tre serie dalle Edizioni Nuova Frontiera..
Il sottotitolo della rivista era "Perché tanto odio?", frase isolata da una tavola di fumetti di Edika, uno dei più rappresentativi disegnatori ospitati sulla pagine di Totem. La frase entrò per un certo periodo nel lessico giovanile.

## Storia editoriale
La rivista iniziò le pubblicazioni nel febbraio 1980 e proseguì con cadenza mensile per 39 numeri fino all'ottobre 1984. A questa prima serie seguirono testate dal titolo e dalle tematiche trattate molto simili: Totem nuova serie, Totem Magazine e Totem Comic che continuò le pubblicazioni fino al 1998. La prima serie venne diretta da Arturo G. Bernacchi fino alla chiusura nel 1984; all'esordio della seconda serie nel 1985 venne diretta da Alvaro Zerboni e poi da Francesco Rocca negli anni novanta. Si ispirava nelle tematiche alla rivista francese Métal Hurlant che di lì a poco ebbe anch'essa un'edizione italiana, pubblicando autori come Caza, Philippe Druillet, Garcia, Enki Bilal, Ivà (con le sue "Storie della Maledetta Naja") Enric Siò, Milo Manara, Luca Boschi, Willem, Viuti, Palomo, J. L. Martín, Lluïsot, Hoviv, Fontanarrosa, Sandro Panei, Pinellono, Leandri, Herlé, Maëster, Tronchet, Aragones, Vuillemin. Le storie a fumetti pubblicate erano in larga parte di origine francese anche molto importanti come Moebius che esordisce sulla rivista con la storia breve "La torta di mele" ma anche americano, seppur più raramente, come Richard Corben mentre quello italiano è meno presente ma con autori come Milo Manara con opere come alcuni episodi della serie Le avventure di Giuseppe Bergman.